# Kriminalgesetzbuch für das Herzogtum Braunschweig
Das Kriminalgesetzbuch für das Herzogtum Braunschweig bzw. Criminalgesetzbuch für das Herzogtum Braunschweig war ein Partikularstrafgesetzbuch im Herzogtum Braunschweig. Es galt vom 1. Oktober 1840 bis zum 31. Dezember 1870 und wurde durch das Strafgesetzbuch für den Norddeutschen Bund abgelöst.

## Geschichte

### Strafrecht im Gebiet des späteren Herzogtums vor dem Kriminalgesetzbuch

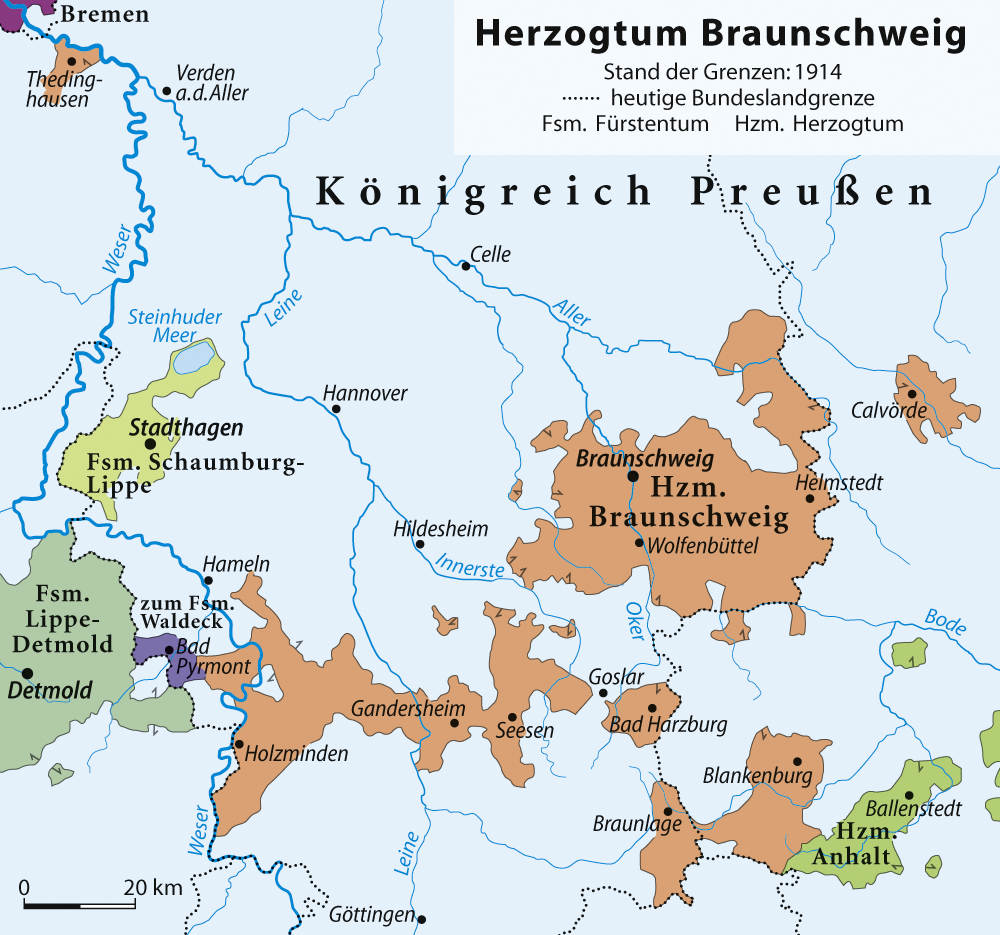
Das Herzogtum Braunschweig im Jahre 1914

Im Gebiet des späteren Herzogtum Braunschweig hatte sich, wie in vielen der in Norddeutschland liegenden Gebiete der Sachsenspiegel als Strafrecht durchgesetzt. Er wurde dann langsam im 16. Jahrhundert durch die Constitutio Criminalis Carolina ersetzt, die Grundlage der Gerichtsentscheidungen im Herzogtum wurde. In einer Verordnung vom 24. April 1568 von Heinrich dem Jüngeren erlangte die Carolina knapp 36 Jahre nach ihrer Veröffentlichung im Herzogtum Gesetzeskraft. Sie wurde auch erneut am 3. Februar 1570 publiziert durch den Heinrich nachfolgenden Herzog Julius. Neben der Carolina, die in ihrem Regelungsumfang nicht alle Delikte umfasste, erließen die Herzöge noch Landesverordnungen, die aufgrund der in der Strafrechtswissenschaft vorherrschenden Abschreckungstheorie, als Strafe immer die Todesstrafe vorsahen, auch wenn es neben ihr noch andere Strafen gab. In der Strafrechtspraxis des Herzogtums begannen jedoch Richter im Laufe der folgenden Jahrzehnte und Jahrhunderte Richterrecht zu entwickeln, sofern sie die Bestimmungen der Carolina nicht mehr für zeitgemäß hielten. Dies taten die Richter, obwohl die Nichtbefolgung von Gesetzen unter Strafe stand. Diese Praxis stieß, insbesondere ab dem 17. Jahrhundert, immer mehr auf Kritik. Diese Entwicklung zum Richterrecht wird nach Einschätzung ihren Grund in der starren und zunehmend veralteten Gesetzeslage genommen haben, sodass der Richter sich als das Korrektiv der vorherrschenden jahrhundertealten Strafrechtssituation sah. Neben der Kritik am Richter wurde das Strafrecht als zu inhuman kritisiert, insbesondere die für fast jedes Delikt vorgesehene Todesstrafe.
Im Jahr 1770 hatte der Landtag in Artikel 8 angemahnt die Landesrechte des Herzogtums in ein Gesetzbuch zusammentragen. Dies wurde allerdings nie durchgeführt, wohl auch wegen der zeitweisen Eingliederung des Herzogtums in das Königreich Westphalen. Braunschweig hatte nach Ende der Napoleonischen Herrschaft in Europa, obwohl es wie die Rheinprovinzen zum Königreich Westphalen gehört hatte, nicht auch das französische Strafrecht übernommen, allerdings auch nicht bereits wie Bayern und andere Staaten früh Kodifikationen zu erlassen.
Die Entwicklung des Richterrechts nahm im Herzogtum eine weitere Entwicklung, als das Oberappellationsgericht Wolfenbüttel in einem Urteil aussprach, dass die Carolina durch Gerichtsgebrauch abgeändert sei. Das Strafmaß war nun nur noch auf der Gerichtspraxis begründet, bzw. sie beruhte auf den durch die Gerichtspraxis abgeänderten Carolina. Dies gilt als eine entscheidende Entwicklung zu einer Kodifikation.

### Entwicklung des Gesetzbuches
Die Regierung in Braunschweig begann im 19. Jahrhundert mit Reformen und legte 1823 den Landständen des Herzogtums einen Entwurf zur Reform des Diebstahls vor. Dieser Entwurf wurde jedoch abgelehnt und stattdessen forderten die Landstände ein neues Kriminalgesetzbuch. Am 30. September 1828 ernannte der Herzog Karl II. eine Kommission, die einen Entwurf erarbeiten sollte. Diese nahm jedoch zunächst ihre Arbeit nicht auf, bzw. blieb ergebnislos. Im Jahr 1829 publizierte der Oberappellationsrat Friedrich Karl von Strombeck einen Gesetzbuch für ein Norddeutsches Staatsgebiet, zu dem auch das Herzogtum Braunschweig gehören sollte. Dieser Entwurf, mit 600 Artikeln als zu unpraktikabel und aufgrund der Abkehr von der Todesstrafe als unattraktiv angesehen, wurde allerdings kaum beachtet. Erst nach Drängen der Landstände gegenüber Herzog Wilhelm, begannen die Beratungen ab dem Jahr 1831. Diese Beratungen dauerten fast zehn Jahre an. Begründet wird dies unter anderem mit dem Streit über die Aufnahme der Todesstrafe als Strafart in das Gesetzbuch. Das Ergebnis war die Aufnahme der Todesstrafe. 1839 wurde dann ein Regierungsentwurf mit 266 Paragraphen vorgelegt. Der Jurist Carl Mittermaier benennt den Minister Wilhelm von Schleinitz als Urheber des Entwurfes. Dieser Entwurf wurde im Parlament diskutiert und es wurden noch einige Paragraphen geändert und ergänzt, insbesondere mit dem Zweck eine bessere Systematik herzustellen. Das am 10. Juli 1840 dann erlassene Gesetzbuch hatte 287 Paragraphen. Das Gesetzbuch trat nach seinem §1 am 1. Oktober 1840 in Kraft und löste nach §2 alle vorher geltenden Strafgesetze ab, außer die auf Staatsverträgen beruhenden Tatbestände und das Nebenstrafrecht, das außerhalb des Gegenstandes des Kriminalgesetzbuches lag. Damit löste das Gesetzbuch unter anderem die bis dahin geltende Carolina als Hauptstrafrecht des Herzogtums ab.

### Hauptpunkte des Gesetzbuches
Ein zentraler Punkt des Gesetzbuches war eine Stärkung des richterlichen Ermessens. Während andere Kodifikationen auf dem von Feuerbach geprägten Grundsatz der Rechtssicherheit begannen das richterliche Ermessen einzuschränken und in der Wissenschaft eine Sorge vor richterlicher Willkür vorherrschte, teilten die Verfasser des Gesetzbuches eine solche Sorge explizit nicht. Auch enthält die Kodifikation Ermächtigungen zur Analogie und zur außerordentlichen Strafmilderung. Damit prägte das Gesetzbuch einen eigenen dogmatischen Weg, der jedoch sich nicht in der deutschen Strafrechtsgeschichte durchsetzen würde. Trotz aller richterlicher Autorität blieb das Kriminalgesetzbuch bei einem Primat des Gesetzgebers und schränkte die Änderungsmöglichkeit des Richters für einige Straftaten auch explizit ein.
Der geringe Einfluss der kurzen Geltung des Code pénal in Braunschweig wird an der Tatsache deutlich, dass die Braunschweiger Gesetzgebung keine Dreiteilung der Tatbestände kannte, sondern ausschließlich Verbrechen. Die Verfasser in Braunschweig maßen der Unterscheidung keine praktische Bedeutung zu. Auch zu einer Bestimmung der Gerichtszuständigkeit, wie im Gerichtsverfassungsgesetz von 1877/79 sah man in Braunschweig keinen Anlass. Ein französischer Einfluss blieb jedoch erhalten. So war die Nebenstrafe der polizeilichen Aufsicht zwar restriktiver, aber doch am französischen Vorbild orientiert.
Im Hinblick auf die Frage des Strafzweckes fanden sich die Verfasser des Gesetzbuches im 19. Jahrhundert in einer noch andauernden Diskussion der Strafrechtsgelehrten wieder. So ist es kein Wunder, dass die Braunschweiger einen eigenen Weg gingen. Der Zweck der Strafe war die „Erhaltung und Förderung der sittlichen Ordnung“, wobei sie sich auf die Theorie von Jeremy Bentham stützten. Jedoch blieb der Präventionsgedanke Paul Johann Anselm von Feuerbachs  nach Einschätzung das dominierende Prinzip – die Abschreckung sei nach den Verfassern „ein Hauptelement zur Erhaltung des Rechtsfriedens“.
Das System unterschiedlicher Strafen wird als milde angesehen, die Freiheitsstrafe ist die dominierende Strafart, aufgeteilt in vier Abstufungen, bspw. Zuchthaus und Kettenstrafe. Frauen konnten höchstens zu Zuchthaus verurteilt werden. Der Strafvollzug im Herzogtum blieb jedoch streng, insbesondere unter dem Prinzip der Vergeltung in der Tradition von Feuerbach. Jedoch wurde auf die Zurschaustellung als Strafschärfung und die körperliche Züchtigung als Strafe verzichtet. Die Todesstrafe blieb zwar, jedoch nur zum Schutz höchster Rechtsgüter für die Delikte Hochverrat und Mord. Qualifizierte Todesstrafen waren dem Gesetzbuch fremd. Der Gesetzgeber legte keine Vollstreckungsart für die Todesstrafe fest. Innerhalb der Freiheitsstrafen wurde die Gefängnishaft mit Arbeitspflicht die dominierende Bestrafung.
Nach Ansicht des preußischen Strafrechtslehrers Albert Friedrich Berner handelte es sich bei dem Gesetzbuch um ein gut ausgearbeitetes Gesetz, das in einem großen Staat einen bedeutenden Einfluss gehabt hätte. Auch in anderen Schriften wurde das Werk gelobt, insbesondere für seine Kürze, die eine Abkehr von übermäßiger Kasuistik war.

### Änderungsbestrebungen nach Erlass
Nach Erlass des Kriminalgesetzbuch kam es im Herzogtum nur zu geringen Änderungsbestrebungen. Dies wird als ein Ausdruck der besonderen Qualität der Gesetzgebung gesehen, als Beispiel dafür wird unter anderem die Anpassungsfähigkeit durch eine Betonung eines richterlichen Entscheidungsfreiraumes gesehen. Es kam jedoch trotzdem zu Änderungen des Gesetzbuches.
Die erste Änderung erfolgte mit Gesetz vom 15. Januar 1852. Das Änderungsgesetz ergänzte die §§ 89 und 108. § 89 behandelte die Verbreitung falscher Nachrichten und Aufreizung und wurde um einen Tatbestand, der die öffentliche Schmähung von staatlichen und kirchlichen Institutionen bestrafte, ergänzt. §108 behandelte die Verabredung und Aufforderung zur Widergesetzlichkeit und wurde ergänzt um einen Tatbestand ergänzt, der die Verleitung zum Ungehorsam von Personen im Militärstand und Militärdienst bestrafte. Bei beiden Tatbeständen wurde als Tatmittel durch Wort, Druck und Schrift ergänzt.
Die zweite Änderung erfolgte mit Gesetz vom 7. Februar 1856 und änderte die Strafbarkeit bei § 159 und § 160. Diese Delikte waren Körperverletzungsdelikte. Die Änderung senkte das Strafmaß für die Herbeiführung einer Arbeitsunfähigkeit oder Krankheit von weniger als einem Monat und änderte die für eine Körperverletzung in „leidenschaftlicher Aufwallung“.
Am 7. Oktober 1863 wurden die Bankrotttatbestände reformiert. Dies geschah unter dem Hintergrund der Einführung des Handelsgesetzbuches, wobei die Definition des Kaufmanns und der Pflichtenkatalog in den Tatbestand implementiert wurde. Ebenfalls wurden die Strafen für den mutwilligen und den fahrlässigen Bankrott reduziert.
Eine vierte Änderung erfolgte durch das Gesetz vom 3. August 1867. Das Gesetz änderte die § 81 (Hochverrat) und § 84 (Landesverrat) ab, um sie in Einklang mit Art 74 der Verfassung des Norddeutschen Bundes, dessen Mitglied Braunschweig geworden war, zu bringen. Der Schutz des Norddeutschen Bundes wurde nun als Schutzgut aufgenommen. Die Beleidigung und Verleumdung der Landesversammlung wurde aber hingegen seit dem nur noch auf Antrag verfolgt.
Am 13. November 1849 sandte die Ständeversammlung ein offizielles Schreiben an das Braunschweigische Staatsministerium mit der Bitte um Überarbeitung des Gesetzbuches. Im Vorfeld hatte am 20. Juli 1849 ein Landtagsabgeordneter ein Gutachten der Justizkommission des Landtags in Auftrag gegeben. Dieses Gutachten forderte, ganz im Sinne der Märzrevolution und ihrer Ideen die Abschaffung der Todesstrafe und eine Senkung des Strafmaßes der politischen Straftaten. Das Staatsministerium reagierte darauf jedoch nicht.

## Rezeption in anderen Staaten
Am 15. Februar 1843 übernahm das Fürstentum Lippe-Detmold das Braunschweigische Kriminalgesetzbuch in fast identischer Form als eigenes Kriminalgesetzbuch. Als Gründe für die Übernahme werden die enge politischen und wirtschaftlichen Beziehungen beider Staaten, aber auch, dass sich beide Staaten das Oberappellationsgericht Wolfenbüttel teilten, angeführt. Das Strafgesetzbuch von Lippe war das einzige Gesetzbuch, was das Braunschweiger Gesetzbuch wortgleich übernahm. Jedoch wird auch ein Einfluss auf das Hamburgische Criminalgesetzbuch von 1869 beschrieben. So hat das Gesetzbuch bspw. eine Milderungsbefugnis für Richter übernommen.
Betrachtet man die Auswirkungen des Braunschweiger Entwurfes auf das Strafgesetzbuch für die Preußischen Staaten von 1851 (PrStGB), so ist zunächst anzumerken, dass es mit 1840 relativ spät im preußischen Kodifikationsprozess erlassen worden war. Der Prozess hatte bereits 1825 begonnen. Im Laufe der Jahrzehnte wurden mehrere Entwürfe veröffentlicht. Der Einfluss des Braunschweiger Entwurfes auf die Entwürfe und das spätere Gesetzbuch wird als gering eingeschätzt, was jedoch auf den Einfluss der meisten Kodifikationen der deutschen Staaten ebenso zutraf. Im PrStGB lassen sich im Ergebnis nur untergeordnete Elemente auf die Braunschweiger Gesetzgebung zurückführen. Bspw. beruhte die Fassung des Beschlagnahme (§ 19 PrStGB) teilweise auf der Regelung der Konfiskation in Braunschweig (§21).
In den Beratungen zum Strafgesetzbuch für den Norddeutschen Bund (NdStGB) hielt sich Braunschweig zurück. Der Geheimrat Friedrich von Liebe war der Bevollmächtigte Braunschweigs im Bundesrat bei den Beratungen des Entwurfes von Friedberg. Bei der Einrichtung einer Kommission zur Revision stellte Braunschweig kein Mitglied und versuchte auch nicht wie andere Staaten beratende Mitglieder einzubringen. Dies war ein Ausdruck der Braunschweiger Politik die preußische Dominanz zu akzeptieren, insbesondere ausgelöst durch die ungelöste Nachfolgesituation des kinderlosen Herzogs Wilhelm, was als Bedrohung der Eigenständigkeit des Herzogtums gesehen wurde. Auch verzichtete das Herzogtum bei den abschließenden Beratungen des Kommissionsentwurfes auf Änderungsanträge. Auch war in die Beratungen zum Norddeutschen Strafgesetzbuch nur das Justizministerium eingebunden und nicht, wie bspw. in Sachsen noch weitere Ressorts. Zudem gab es keine Änderungsanträge in der Kommission des Reichstages und im Reichstag selbst. Aufgrund der neutralen Politik und der Zurückhaltung ist daher ein Einfluss Braunschweigs auf das NdStGB kaum feststellbar.